# Sankt-Paul-Insel (Französische Süd- und Antarktisgebiete)
Die Sankt-Paul-Insel (französisch Île Saint-Paul) [sɛ̃ˈpɔl] ist eine unbewohnte, 7 km² große Insel im südlichen Indischen Ozean. Sie gehört seit 1892 zu Frankreich und ist heute Teil der Französischen Süd- und Antarktisgebiete (frz. Terres Australes et Antarctiques Françaises).
Im Jahr 2019 wurde die Insel, als Bestandteil der französischen Südgebiete und -meere, zum UNESCO-Weltnaturerbe erklärt.

## Geographie
Die Insel vulkanischen Ursprungs liegt 92 Kilometer südlich der Amsterdam-Insel im Indischen Ozean und ist in ihrem höchsten Punkt, der Crête de la Novara, bis zu 268 m hoch. Auffällig ist insbesondere die kraterförmige Gestalt der Insel, wobei die Nordostflanke des Kraterabhangs womöglich durch Wellenerosion oder eine Eruption weggesprengt wurde. Somit ist das von steilen Abhängen eingefasste Bassin du Cratère nach einer Seite zum Meer hin offen und die natürliche Hafeneinfahrt nur von zwei schmalen Landzungen geschützt. Hier befand sich früher auch eine Station für Wal- und Robbenfänger. Vor der Küste liegen die Nebeninseln La Quille (Pain de Sucre, Ninepin Rock) (85 m hoch), Rocher du Milieu (18 m hoch) und Îlot Nord.

## Geschichte

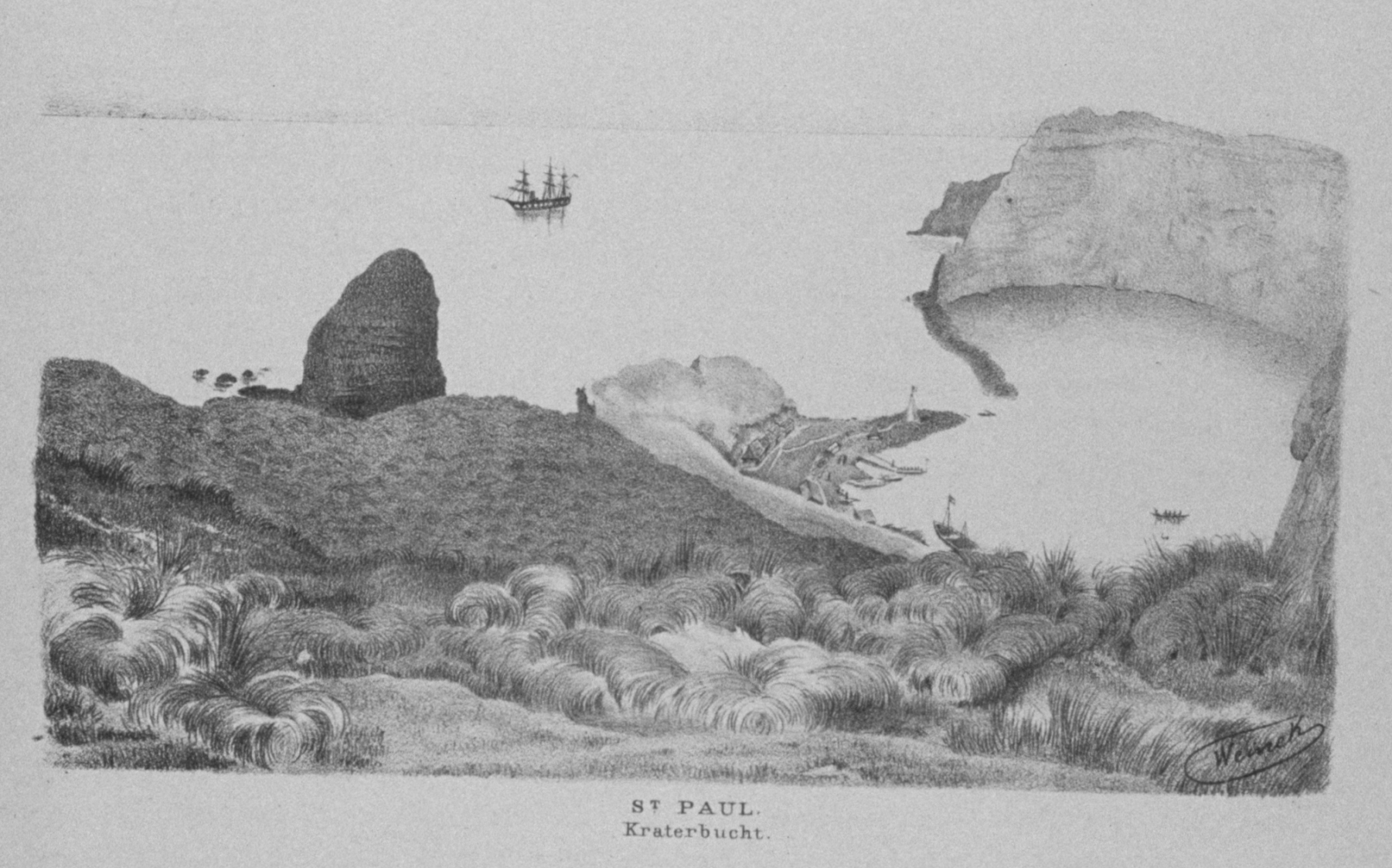
Die Kraterbucht, Zeichnung von Ladislaus Weinek (1875)

Entdeckt wurde die Sankt-Paul-Insel vermutlich im 16. Jahrhundert durch Portugiesen, die erste Erwähnung findet sich 1559. Ihren Namen bekam sie von Antonio van Diemen, der am 17. Juli 1633 an der Insel vorbeisegelte. Erstmals betreten wurde die Insel 1697 von Willem de Vlamingh. Sie wurde Ende 1857 im Zuge der Novara-Expedition eingehend wissenschaftlich erforscht. Die höchste Erhebung 
der Insel heißt bis heute Crête de la Novara.
1871 wurde die Fregatte HMS Megaera vor Sankt Paul leck und von Kapitän Arthur Thomas Thrupp (1828–1889) vorsätzlich auf Grund gesetzt. Infolgedessen verbrachte der Großteil der Besatzung mehr als zwei Monate bis zur Evakuierung auf der Insel.
1874 gab es auf der Insel eine französische Beobachtungsstation für den Venustransit am 9. Dezember. Eine deutsche Expedition, die das Ereignis von den Kerguelen aus beobachtet hatte, besuchte die Sankt-Paul-Insel mit der Gazelle am 12. Februar 1875. 24 Jahre später gingen auch die Teilnehmer der Valdivia-Expedition hier an Land. Ihr Leiter, Carl Chun, sah noch das Wrack der Brigg Holt Hill, die hier 1889 Schiffbruch erlitten hatte. Auch die erste deutsche Antarktisexpedition mit dem Forschungsschiff Gauß besuchte die Insel am 26. und 27. April 1903.
Bereits 1893 war die Sankt-Paul-Insel durch das Kriegsschiff L’Eure für Frankreich in Besitz genommen worden. 1928 wurde sie von René Bossière, einem bretonischen Geschäftsmann, mit einigen Dutzend Seeleuten besiedelt. Die Langusten-Konservenfabrik La Langouste Française wurde am Kraterrand in Betrieb genommen. Durch die Insolvenz der Firma in der Bretagne gerieten die Siedler in Vergessenheit und das Versorgungsschiff L’Austral nahm die Überlebenden erst zwei Jahre später wieder auf.

## Tierwelt
Auf der Insel gibt es Kolonien des Subantarktischen Seebären und des Nördlichen Felsenpinguins. Daneben nisten hier zahlreiche Seevögel, insbesondere Seeschwalben und Tölpel sowie Walvögel wie der Kleine Entensturmvogel. Nach der Sankt-Paul-Insel war unter anderem die Riesenkalmar-Art Architeuthis sanctipauli benannt, von der 1875 ein Exemplar auf der Insel angespült wurde. Diese Art wurde mit Architeuthis dux synonymisiert.

## Wirkung in der Literatur
Die Insel ist Schauplatz mehrerer literarischer Werke:
- In seinem Roman Die letzten Vier von St. Paul befasst sich Josef Maria Frank mit den Geschehnissen auf der Insel in der ersten Hälfte des 20. Jahrhunderts.
- ebenso Dorothea Renata Budniok in dem Jugendbuch Verschollen auf der Langusteninsel.
- Zusammen mit ihrer Nachbarinsel Amsterdam kommt die Insel im Roman Die Kinder des Kapitän Grant von Jules Verne vor.
- Der Schiffbruch der HMS Megaera findet in dem Roman Gegen den Tag von Thomas Pynchon literarische Erwähnung.
- Der Roman Akte Atlantis von Clive Cussler spielt zum Teil auf Sankt Paul.
- Im Kriminalroman Die feine Nase der Lilli Steinbeck von Heinrich Steinfest entdecken die Protagonisten eine geheime französische Marsstation auf der Insel.